# Râul Târnăsoaia
Râul Târnăsoaia este un curs de apă, afluent al râului Valea Manolache. 